# بوب هوسكينز
بوب هاسكينز (بالإنجليزية: Bob Hoskins)، واسمه الكامل روبرت وليام «بوب» هاسكينز جونيور، ممثل بريطاني من مواليد 26 أكتوبر 1942، مثّل في عدة أفلام ومنها فيلم: ENEMEY AT THE GATES، وقد حصل على 3 جوائز سينمائية دولية.
توفي في 29 أبريل، 2014 بسبب مرض ذات الرئة، وكان عمره 71 سنة. كان أيضاً مصاب بمرض باركنسون منذ عام 2011، حيث أدى ذلك إلى تقاعد الممثل باكراً في 2012.

## أفلامه
- Up the Front (1972) – Recruiting Sergeant
- Villains (1972) (TV)
- Play for Today - "The Bankrupt" - (1972) (TV) - Taxi driver
- The National Health  [لغات أخرى]‏ (1973) – Foster
- Crown Court  [لغات أخرى]‏ (1973) (TV)
- New Scotland Yard  [لغات أخرى]‏ (1973) (TV) – Eddie Wharton
- Softly, Softly: Taskforce (1973) (TV) – Parker
- Play for Today - "Her Majesty's Pleasure " - (1973) (TV) - Woodbine
- Shoulder to Shoulder (1974) (TV) – Jack Dunn
- Thick as Thieves  [لغات أخرى]‏ (1974) (TV) – Dobbs
- Play for Today - "Schmoedipus" - (1974) (TV) - Blake
- Royal Flash  [لغات أخرى]‏ (1975) – Police Constable
- Inserts (1975) – Big Mac
- Thriller (1976) (TV) – Sammy Draper
- The Crezz (1976) (TV) – Det. Sgt. Marble
- Van der Valk  [لغات أخرى]‏ (1977) – Johnny Palmer
- Rock Follies of '77 (1977) (TV) – Johnny Britten
- On the Move (1978) (TV) – Alf
- Pennies from Heaven  [لغات أخرى]‏ (1978) (TV) – Arthur Parker
- Of Mycenae and Men (1979) (TV) – Mr. Taramasalatopoulos
- Zulu Dawn (1979) – C.S.M. Williams
- Big Jim and the Figaro Club (1979) (TV) – Narrator
- Flickers (1980) (TV) – Arnie Cole
- The Long Good Friday (1980) – Harold
- Othello (1981) (TV) – Iago
- بينك فلويد – الجدار (1982) – Rock and Roll Manager
- The Beggar's Opera (1983) (TV) – Beggar
- The Honorary Consul  [لغات أخرى]‏ (1983) – Colonel Perez
- Lassiter (1984) – Inspector John Becker
- نادي القطن (فيلم) (1984) – Owney Madden
- The Woman Who Married Clark Gable (1985) – George
- The Dunera Boys (1985) (TV) – Morrie Mendellsohn
- البرازيل، 1985م.
- Mussolini and I (1985) (TV) – بينيتو موسوليني
- Sweet Liberty (1986) – Stanley Gould
- مونا ليزا (1986) – جورج
- A Prayer for the Dying (1987) – Father Michael Da Costa
- The Lonely Passion of Judith Hearne (1987) – James Madden
- من ورط الأرنب روجر (1988) – Eddie Valiant
- The Raggedy Rawney (1988) – Darky
- Heart Condition  [لغات أخرى]‏ (1990) – Jack Moony
- حورية البحر (1990) – Lou Landsky
- The Favour, the Watch and the Very Big Fish (1991) – Louis Aubinard
- Shattered (1991) – Gus Klein (pet store owner/private investigator)
- هوك الانتقام من الكابتن هوك (1991) – Smee
- The Inner Circle  [لغات أخرى]‏ (1991) – Beria
- Passed Away (1992) – Johnny Scanlan
- Blue Ice  [لغات أخرى]‏ (1992) – Sam Garcia
- سوبر ماريو برذرز (فيلم) (1993) – ماريو
- The Big Freeze (1993) – Sidney, plumber's mate
- The Changeling (1994) (TV) – De Flores
- World War II - When Lions Roared (1994) (TV) – ونستون تشرشل
- The Forgotten Toys (1995–1999) (voice) – Teddy
- نيكسون (1995) – إدغار هوفر
- بالتو (1995) (voice) – Boris the Goose
- Tales from the Crypt[الإنجليزية] (1996) (TV series)
- Rainbow (1996) – Frank Bailey
- العميل السري (فيلم) (1996) – Verloc
- Michael (1996) – Vartan Malt
- Twenty Four Seven  [لغات أخرى]‏ (1997) – Alan Darcy
- سبايس ورلد (فيلم) (1997) – Geri's Disguise
- ساترداي نايت لايف (1998) (TV) – Captain Kidd
- Cousin Bette  [لغات أخرى]‏ (1998) – Cesar Crevel
- Let the Good Times Roll  [لغات أخرى]‏ (1999) –
- Parting Shots (1999) – Gerd Layton
- Captain Jack  [لغات أخرى]‏ (1999) – Jack Armistead
- رحلة فيليسا (1999) – Hilditch
- A Room for Romeo Brass (1999) – Steven Laws
- The White River Kid (1999) – Brother Edgar
- David Copperfield (1999) (TV) – Micawber
- American Virgin  [لغات أخرى]‏ (2000) – Joey
- Noriega: God's Favorite (2000) (TV) – Manuel Noriega
- دون كيخوتي (2000) (TV) – سانشو بانثا
- العدو على الأبواب (2001) – نيكيتا خروتشوف
- Last Orders  [لغات أخرى]‏ (2001) – Ray 'Raysie' Johnson
- The Lost World  [لغات أخرى]‏ (2001) (TV) – Prof. George Challenger
- Where Eskimos Live (2002) – Sharkey
- خادمة في مانهاتن (2002) – Lionel Bloch, Beresford Butler
- The Good Pope: Pope John XXIII (2003) (TV) – يوحنا الثالث والعشرون/يوحنا الثالث والعشرون
- القاموس النائم (فيلم) (2003) – Henry
- فرايجر (مسلسل) (2003) (TV series) – Coach Fuller
- Den of Lions (2003) – Darius Paskevic
- فانيتى فير (فيلم) (2004) – Sir Pitt Crawley
- Beyond the Sea  [لغات أخرى]‏ (2004) – Charlie Maffia
- داني ذا دوج (2005) – Bart
- ابن القناع (فيلم) (2005) – Odin
- السيدة هندرسن تقدم (فيلم) (2005) – Vivian Van Damm
- إبقى (2005) (2005) – Dr. Leon Patterson
- باريس - أحبك (2006) – Bob Leander (segment 'Pigalle')
- غارفيلد 2 (2006) (voice) – Winston
- هوليوودلاند (فيلم) (2006) – Eddie Mannix
- The Wind in the Willows  [لغات أخرى]‏ (2006) (TV) – Badger
- Sparkle (2007) – Vince
- Outlaw (2007) – Walter Lewis
- Ruby Blue  [لغات أخرى]‏ (2007) – Jack
- Go Go Tales (2007) – The Baron
- Doomsday (2008) – Bill Nelson
- The Englishman's Boy (2008) (TV) – Damon Ira Chance
- Pinocchio (2008) (TV) – السيد غيبيتو  [لغات أخرى]‏
- The Street  [لغات أخرى]‏ (2009) (TV) – Paddy Gargan
- أنشودة عيد الميلاد (فيلم) (2009) – Mr. Fezziwig  [لغات أخرى]‏/Old Joe
- صنع في داجنهام (2010) – Albert
- Outside Bet (2011) – Percy 'Smudge' Smith
- Neverland (2011) (TV miniseries) – Smee
- بياض الثلج والصياد (فيلم) (2012) – Constantine

## وصلات خارجية
- بوب هوسكينز على موقع IMDb (الإنجليزية)
- بوب هوسكينز على موقع ميتاكريتيك (الإنجليزية)
- بوب هوسكينز على موقع روتن توميتوز (الإنجليزية)
- بوب هوسكينز على موقع مونزينجر (الألمانية)
- بوب هوسكينز على موقع قاعدة بيانات الأفلام العربية
- بوب هوسكينز على موقع ألو سيني (الفرنسية)
- بوب هوسكينز على موقع ميوزك برينز (الإنجليزية)
- بوب هوسكينز على موقع تيرنر كلاسيك موفيز (الإنجليزية)
- بوب هوسكينز على موقع أول موفي (الإنجليزية)
- بوب هوسكينز على موقع قاعدة بيانات الأفلام السويدية (السويدية)